# Estación de Cerezal de la Guzpeña
Cerezal de la Guzpeña es un apeadero ferroviario situado en el municipio español de Prado de la Guzpeña en la provincia de León, comunidad autónoma de Castilla y León. Forma parte de la red de ancho métrico de Adif, operada por Renfe Operadora a través de su división comercial Renfe Cercanías AM. Está integrada dentro del núcleo de Cercanías León al pertenecer a la línea C-1f, que une la estación de León-Matallana con la estación de Guardo-Apeadero. Cuenta también con servicios regionales de la línea R-4f, que une León con Bilbao.

## Situación ferroviaria
La estación se encuentra en el punto kilométrico 71,8 de la línea férrea de ancho métrico de La Robla y León a Bilbao (conocido como Ferrocarril de La Robla), entre las estaciones de Prado de la Guzpeña y Puente Almuhey, a 1014,14 metros de altitud. El tramo es de vía única y no está electrificado. Según Adif, la denominación oficial de la línea a la que pertenece la estación es la 08-790 (Asunción Universidad-Aranguren).

## Historia
Tras la ceremonia de inauguración de la línea el 11 de agosto de 1894,, no existía ninguna estación en el lugar actual, sin embargo, la línea fue abierta al tráfico el 14 de septiembre de 1894 con la puesta en marcha del tramo Cistierna-Sotoscueva de la línea que pretendía unir La Robla con Bilbao, quedando La Robla y Bilbao definitivamente unidas sin transbordo en 1902.
Las obras y la explotación inicial de la concesión corrieron a cargo de la Sociedad del Ferrocarril Hullero de La Robla a Valmaseda, S.A. (que a partir de 1905 pasó a denominarse Ferrocarriles de La Robla, S.A.). En 1972, FEVE compró la compañía debido a la decadencia que padecía la línea, provocada por la falta de rentabilidad que sufrió la industria del carbón. Sin embargo, bajo el mandato de la empresa pública la explotación empeoró y la línea se cerró parcialmente en 1991. El 19 de mayo de 2003 se reanudó el tráfico de viajeros entre León y Bilbao, merced a un acuerdo con la Junta de Castilla y León. En 2005 y años sucesivos se confirmó la colaboración entre la Junta de Castilla y León y FEVE. Merced a un convenio firmado en junio de 2006, se acordó la construcción de nuevos apeaderos en la línea, inaugurando finalmente la estación el 9 de mayo de 2007.
El 1 de enero de 2013, se disolvió la empresa FEVE en un intento del gobierno por unificar vía ancha y estrecha, encomendándose la titularidad de las instalaciones ferroviarias a Adif y la explotación de los servicios ferroviarios a Renfe Operadora, distinguiéndose la división comercial de Renfe Cercanías AM para los servicios de pasajeros y de Renfe Mercancías para los servicios de mercancías.

## La estación
No pertenece a las estaciones originales de la línea. Consta de un andén de 60 metros de longitud y 2,5 metros de anchura con una marquesina de seis metros de largo, situado a la derecha de la vía en kilometraje ascendente. El refugio es acristalado, en línea con la última imagen corporativa de FEVE. Tiene acceso directo por un corto camino de cemento, cruzando la carretera autonómica CL-626, sin paso peatonal. No dispone de aparcamiento.

## Servicios ferroviarios

### Regionales
Los trenes regionales que realizan el recorrido León - Bilbao (línea R-4f) tienen parada en la estación. Su frecuencia es de un tren diario por sentido. En las estaciones en cursiva, la parada es discrecional, es decir, el tren se detiene si hay viajeros a bordo que quieran bajar o viajeros en la parada que manifiesten de forma inequívoca que quieren subir. Este sistema permite agilizar los tiempos de trayecto reduciendo paradas innecesarias.
Las conexiones ferroviarias entre Cerezal de la Guzpeña y el resto de estaciones de la línea, para los trayectos regionales, se efectúan exclusivamente con composiciones de la serie 2700
| Línea | Origen/Destino   | Paradas intermedias | Destino/Origen |
| ----- | ---------------- | --- | -------------- |
|       | Bilbao Concordia | Amézola · Basurto Hospital · Zorroza-Zorrozgoiti · Iráuregui · Zaramillo · Sodupe · Aranguren · Aranguren-Apeadero · Zalla · Valmaseda · Arla-Berrón · Ungo-Nava · Mercadillo-Villasana · Cadagua · Bercedo-Montija · Quintana · Espinosa de los Monteros · Redondo · Sotoscueva · Pedrosa · Dosante Cidad · Robredo Ahedo · Soncillo · Cabañas de Virtus · Arija · Llano · Las Rozas de Valdearroyo · Montes Claros · Los Carabeos · Mataporquera · Cillamayor · Salinas de Pisuerga · Vado-Cervera · Castrejón de la Peña · Villaverde-Tarilonte · Santibáñez de la Peña · Guardo-Apeadero · Guardo · La Espina · Valcuende · Puente Almuhey · Cerezal de la Guzpeña · Prado de la Guzpeña · La Llama de la Guzpeña · Valle de las Casas · Sorriba · Cistierna · La Ercina · Boñar · La Vecilla · Matallana · San Feliz · Asunción/Universidad · Ventas/San Mamés | León-Matallana |

### Cercanías
Forma parte de la línea C-1f de Cercanías León. Las circulaciones que prestan servicio a esta estación son las que realizan el recorrido completo de la línea hasta Guardo-Apeadero efectuando parada en todas las estaciones del recorrido. La frecuencia que presenta es de un tren diario por sentido, tanto los días laborables como los sábados y festivos. Este servicio complementa al tren regional.
Las conexiones ferroviarias entre Cerezal de la Guzpeña y el resto de estaciones de la línea, para los trayectos de cercanías, se efectúan con composiciones serie 2700 y de la serie 2600.
| procedencia/destino | < estación             | Línea | estación >     | destino/procedencia |
| ------------------- | ---------------------- | ----- | -------------- | ------------------- |
| León-Matallana      | La Llama de la Guzpeña |       | Puente Almuhey | Guardo-Apeadero     |